# Areo II
Areo II (in greco antico: Ἄρειος?, Àreios; Sparta, 262 a.C. – Sparta, 254 a.C.) fu re di Sparta dal 260 a.C. al 254.

## Biografia
Figlio postumo di Acrotato e Chilonide, figlia di Leotichida, succedette al padre all'età di circa due anni e morì di malattia a otto.
Gli succedette il fratellastro Leonida II, che durante il suo regno aveva esercitato la reggenza.